# Ganggrab von Hillhög

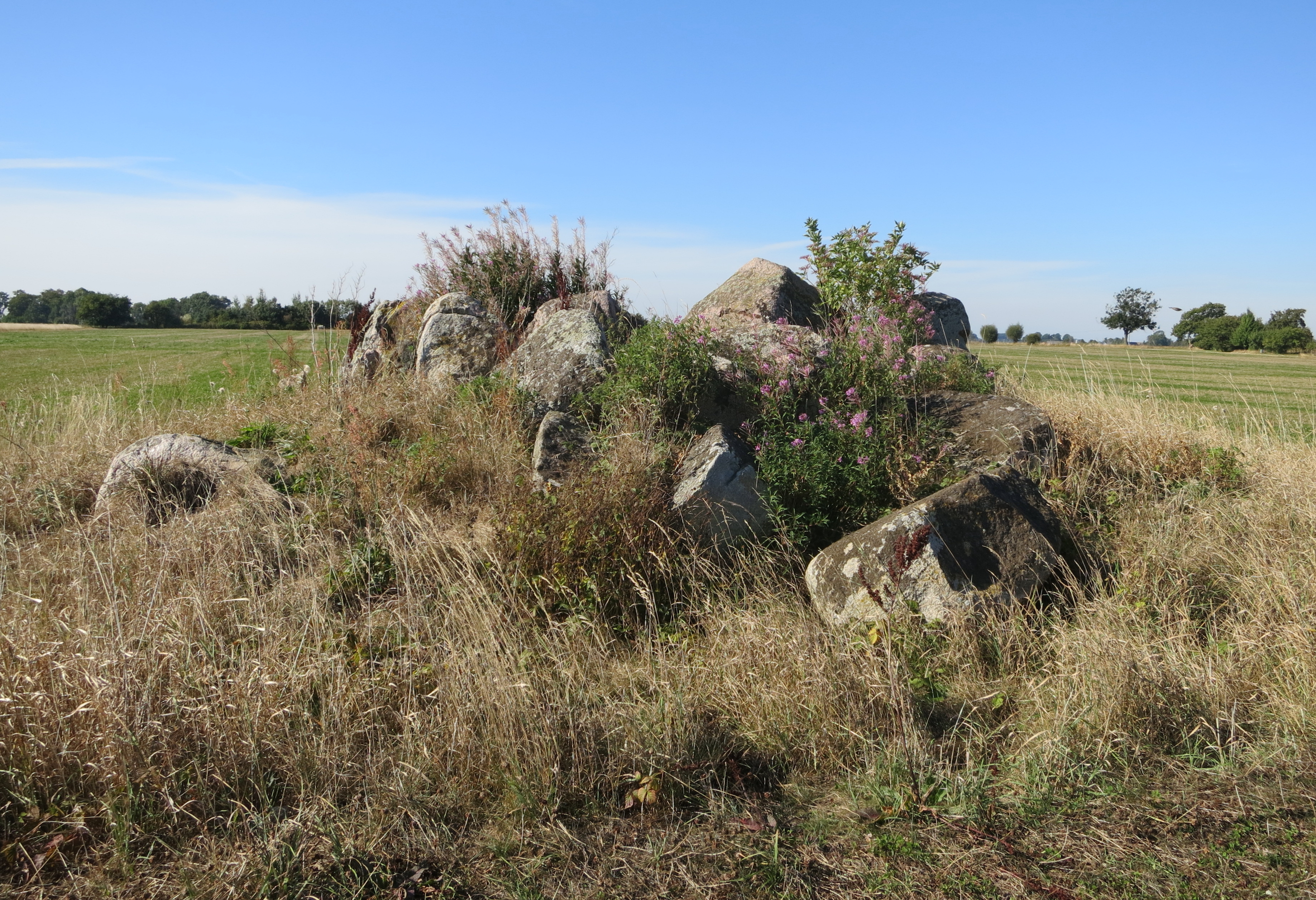
Hillhög

Das 1971 von Märta Strömberg teiluntersuchte Ganggrab von Hillhög liegt in einem Hügel mit einer Resthöhe von 0,4 m und einem Durchmesser von etwa 7,0 m, südöstlich von Börrby in der Gemeinde Simrishamn in Schonen in Schweden.
Die Nordwest-Südost orientierte Kammer des Ganggrabes (schwedisch Ganggrift) misst 3,5 × 2,2 m. Sie hat 10 Tragsteine, je drei in den Lang- und je zwei in den Kurzseiten. Die Steine haben 0,5 bis 1,2 m sichtbare Höhe, 0,4 bis 1,3 m Breite und 0,4 bis 1,0 m Dicke. Zwei Decksteine liegen über dem Zugang zur Kammer, 1,3 × 2,0 bis 2,2 m und etwa 0,8 m dick pro Stein. Der Gang im Südosten ist etwa 3,0 m lang und 0,8 m breit. Er hat 4 bis 5 seitliche Tragsteine (ein Paar fehlt) mit 0,2 bis 1,0 m sichtbarer Höhe. Sie sind 0,4 bis 1,0 m breit und 0,4 bis 0,9 m dick. Wahrscheinlich ein ehemaliges Decksteinpaar von etwa 1,0 m liegt nicht in situ. Im Süden und Südosten liegen einige Steine von 0,8 bis 1,0 m, die Reste einer Randeinfassung des Hügels sein können.
Die Felsritzung (schwedisch Hällristning) liegt auf einem etwa 1,3 × 2,0 m messenden Aufschluss in der Nähe des Hillhög. Erkennbar sind etwa 80 Schälchen und ein paar Rinnen. Die Schälchen haben  3,0 bis 7,0 cm Durchmesser und sind 0,5 bis 3,0 cm tief. Die Rinnen sind 10 bis 20 cm lang, 5,0 cm breit und 1,0 bis 2,0 cm tief.